# Íñigo de Palacio España
Íñigo de Palacio España (Madrid, 21 de junio de 1958) es un diplomático español. Es embajador de España en Japón (desde 2025), y anteriormente fue embajador en los Emiratos Árabes Unidos (2021-2025).

## Biografía
Licenciado en Derecho, ingresó en 1983 en la carrera diplomática. Estuvo destinado en las representaciones diplomáticas españolas en Bolivia, Marruecos, Brasil y Representación de España ante las Naciones Unidas y Organismos Internacionales con sede en Ginebra. 
Fue subdirector general de Cooperación Aérea, Marítima y Terrestre, y subdirector General de Naciones Unidas. Fue embajador representante permanente adjunto de España ante las Naciones Unidas (2004-2008); embajador de España en Serbia (2008-2011); embajador en Chile (2011-2014), siendo sustituido por Carlos Robles Fraga.
Desde el 7 de septiembre de 2021 hasta el 28 de enero de 2025 fue el embajador de España en los Emiratos Árabes Unidos.
Desde el 28 de enero de 2025 es el embajador de España en Japón.